# Филяково
Фи́ляково (словац. Fiľakovo, нем. Fülleck, венг. Fülek), город в южной Словакии на реке Белина. Население — около 11 тыс. человек.

## История
На карте Клавдия Птолемея в 150 году на месте современного Филякова обозначено языгское местечко Филециа. До сих пор неизвестно, являлось это местечко предшественником современного города или нет. Название — словацкое «Филяково» и венгерское «Фюлек», скорее всего, происходят от кельтского слова «Фулак», которое переводится как «убежище». В XII веке на холме возникает каменная крепость, одна из немногих, которую не взяли монголо-татары. Крепость впервые упоминается в 1242 году. В 1423 году Филяково получает городские права. В 1483 году войска короля Матьяша Хуньяди берут крепость, принадлежащую тогда мятежнику Штефана Перени, штурмом. В 1551 году крепость модернизируется, но в 1554 году её захватывают хитростью турки — турецкий раб, служащий на крепости, открыл им двери. Другие источники указывают, что предателями были немецкие ландскнехты. Так Филяково стало центром санджака. В 1593 году австрийская армия подготовила наступление. 19 ноября войско Кристофа Тиффенбаха начало осаду крепости. 27 ноября крепость пала, после этого турки добровольно оставили крепости Шалгов и Шомошка.
XVII век стал «золотым» для Филякова, город становится центром комитата Ноград, но в 1682 году приходит катастрофа — его захватывает куруцко-турецкое войско, они взрывают крепость и сжигают город.

## Население
| Год:                | 1994   | 2004    | 2014    | 2024     |
| ------------------- | ------ | ------- | ------- | -------- |
| Количество человек: | 10 227 | 10 329  | 10 695  | 9623     |
| Разница:            |        | +0,99 % | +3,54 % | −10,02 % |

## Достопримечательности
- Филяковский Град
- Замок Шомошка неподалёку
- Замок Герольда
- Мавзолей семьи Штефани
- Ратуша
- Францисканский монастырь
- Курии Когари и Цебриана